# Батуев, Авксентий Петрович
Авксентий Петрович Батуев (1863—1896) — земский деятель, писатель, публицист, издатель. Председатель Вятской губернской земской управы (1891—1896). 

## Биография
Родился в городе Казань в купеческой семье, детство провёл в городе Малмыж Вятской губернии. По окончании гимназии в Казани, поступил на юридический факультет Казанского университета. В 1887 году вернулся в город Малмыж и в звании кандидата на должность присяжного поверенного несколько лет занимался бесплатной адвокатской практикой по крестьянским тяжбам.
С декабря 1891 по ноябрь 1896 года — председатель Вятской губернской земской управы. А.П.Батуев собрал вокруг себя молодую, либерально настроенную команду земских деятелей, среди которых был его двоюродный брат Василий Александрович Батуев. В годы его председательствования губернское собрание приняло ряд значимых решений: о прохождении через территорию губернии Пермь-Котласской железной дороги, об открытии 600 начальных школ, и 3000 «пятирублевых» библиотек для народа с созданием земского книжного склада, был организован выпуск первой в России бесплатной газеты для крестьян — «Вятская газета».
Прогрессивная деятельность А. П. Батуева была высоко оценена современниками, так В. Г. Короленко писал: «Можно без преувеличения сказать, что [это] пятилетие… составляет одну из самых блестящих страниц не только Вятского земства, но и русского земского дела вообще».
В 1896 году погиб в городе Вятке от случайного выстрела городского сумасшедшего. Похоронен в городе Малмыже.

## Писатель
Печататься начал ещё будучи студентом, под псевдонимом А. Прорубов, в казанских газетах.
Известен как издатель собрания сочинений А. Осиповича-Новодворского.
Написал ряд трудов прикладного значения («Как возникают и распространяются кустарные промыслы» (1894), «По поводу указания вятским земствам, как следует вести им дело народного образования» (1895).
Автор публицистических произведений («Мужицкая лень» (1894), стихов, рассказов («Пред могилой», «Дурной год», «Психопат», «Ошибка» и др.). В Санкт-Петербурге под псевдонимом А. Антеев вышел его трёхтомный автобиографический роман «На взлёте».
В 2000 г. «Исповедь» издана Кировской областной научной библиотекой им. А. И. Герцена и клубом «Вятские книголюбы» им. Е. Д. Петряева была издана его «Исповедь», написанная в виде писем к отцу Петру Ивановичу в 1884 г.

## Семья
Был женат на Надежде Ивановне Добрышиной, у которой на момент их брака уже было трое детей. Их общий сын был назван Авксентием в честь отца, поскольку родился после его смерти. Учился в гимназии К.Мая. Н. И. Добрышина после смерти мужа жила в Москве, в 1923 г. уехала за границу. Жила в семье старшего сына, бывшего офицера русской армии Сергея, после революции 1917 года эмигрировавшего во Францию и устроившегося на работу топографом в Тунисе.